# Чемпіонат світу з художньої гімнастики 2015
Чемпіонат світу з художньої гімнастики 2015 пройшов з 9 по 13 вересня в місті Штутгарт, Німеччина, у спортивному комплексі Porsche-Arena.

## Медалісти
| Дисципліна         | Золото                                                    | Срібло                                                              | Бронза                                                     |
| Команда            | Команда                                                   | Команда                                                             | Команда                                                    |
| ------------------ | --------------------------------------------------------- | ------------------------------------------------------------------- | ---------------------------------------------------------- |
| Командна першість  | Росія Маргарита Мамун Яна Кудрявцева Олександра Солдатова | Білорусь Мелітіна Станюта Катерина Галкіна Аріна Шарапа Ганна Божко | Україна Вікторія Мазур Ганна Різатдінова Елеонора Романова |
| Особиста першість  |                                                           |                                                                     |                                                            |
| Абсолютна першість | Яна Кудрявцева (RUS)                                      | Маргарита Мамун (RUS)                                               | Мелітіна Станюта (BLR)                                     |
| Вправа з булавами  | Яна Кудрявцева (RUS)                                      | Олександра Солдатова (RUS)                                          | Ганна Різатдінова (UKR)                                    |
| Вправа з обручем   | Маргарита Мамун (RUS)                                     | Олександра Солдатова (RUS)                                          | Ганна Різатдінова (UKR)                                    |
| Вправа зі стрічкою | Яна Кудрявцева (RUS)                                      | Маргарита Мамун (RUS)                                               | Ганна Різатдінова (UKR)                                    |
| Вправа з м'ячем    | Яна Кудрявцева (RUS)                                      | Маргарита Мамун (RUS)                                               | Мелітіна Станюта (BLR)                                     |

## Медалісти (групові вправи)
| Дисципліна         | Золото         | Срібло         | Бронза         |
| Групові вправи     | Групові вправи | Групові вправи | Групові вправи |
| ------------------ | -------------- | -------------- | -------------- |
| Групова першість   | Росія          | Болгарія       | Іспанія        |
| 5 стрічок          | Італія         | Росія          | Японія         |
| 6 булав + 2 обручі | Росія          | Італія         | Болгарія       |

## Медальний залік
| Місце               | Країна              | Золото | Срібло | Бронза | Загалом |
| ------------------- | ------------------- | ------ | ------ | ------ | ------- |
| 1                   | Росія               | 8      | 6      | 0      | 14      |
| 2                   | Італія              | 1      | 1      | 0      | 2       |
| 3                   | Білорусь            | 0      | 1      | 2      | 3       |
| 4                   | Болгарія            | 0      | 1      | 1      | 2       |
| 5                   | Україна             | 0      | 0      | 4      | 4       |
| 6                   | Іспанія             | 0      | 0      | 1      | 1       |
| 6                   | Японія              | 0      | 0      | 1      | 1       |
| Загалом (7 збірних) | Загалом (7 збірних) | 9      | 9      | 9      | 27      |